# Inkarikets vägnät

Inkarikets vägnät

Inkarikets vägnät var det mest omfattande och avancerade transportsystemet i förkolumbianska Sydamerika. Nätverket var baserat på två huvudvägar i nord-sydlig riktning med ett antal grenar. Vägnätet sträcker sig genom Argentina, Bolivia, Chile, Colombia, Ecuador och Peru.
Den omtalade inkaleden till Machu Picchu som förenar staden Cusco med världsarvet Machu Picchu, är bara en liten och tangentiell del av Inkarikets stora vägnät.
2014 blev vägnätet listat av Unesco som kulturellt världsarv.

## Huvudvägar
Inkafolket anlade vägar som knöt ihop hela imperiet, på längden och på tvären. Fyra huvudgrenar anlades:
- Vägar vid norra kusten (Caminos de la Costa Norte). Denna väggren utgick från Cusco, och förenade samhällena Palpa (Ica), Nazca (i mitten av Peru), Lima, Huarmey, Reino Chimú, Los Tallanes (Piura), Ayabaca, Tumbes (vid gränsen Peru-Ecuador), Quito (Ecuador), och fram till Ancasmayo eller Pasto (Colombia).

- Vägar i bergen i norr (Caminos de la sierra norte). Denna väggren utgick från Cusco, och förenade samhällena Vilcashuaman, Jauja, Tarma, Huánuco, Maraycalle, Tambo Real de Huancabamba, Cajamarca, Chachapoyas, Tumibamba, Loja, Quito (Ecuador), och fram till floden Ancasmayo eller Pasto (Colombia).

- Vägar vid södra kusten (Caminos de la costa sur). Denna väggren utgick från Cusco, och förenade samhällena Pisco, Nazca, Palpa, Ica, Tambo Colorado, Catorpe; Arica och Copiapó (Chile), pampas vid Tucumán (Argentina) och floden Maule (Chile).

- Vägar i bergen i söder (Caminos de la sierra sur). Denna väggren utgick från Cusco, och förenade samhällena Juliaca, Chucuito, Chuquiago, La Paz (Bolivia), pampas vid Tucumán (Argentina) och Santiago (Chile).

Den östra vägen gick högt i Punaområdet och bergsdalarna från Quito i Ecuador till Mendoza i Argentina. Den följde kustslätten förutom i kustöknen där den höll sig i nedersta delarna av bergsområdena. Fler än 20 huvudvägar gick över bergen västerut, medan andra genomkorsade den östra kordiljäran och slätterna. Några av dess vägar når höjder över 5 000 meter över havet. Vägarna knöt samman Inkarikets regioner från den norra provinshuvudstaden Quito i Ecuador och ner till Santiago de Chile i söder. Inkarikets vägnät omfattade totalt omkring 40 000 km vägar och gjorde över 3 000 000 km² land tillgängligt. Belägen mellan 500 och 800 meter över havet förband denna monumentala väg, som kunde ha en bredd av uppemot 20 meter, befolkade områden, administrativa och ceremoniella centra, jordbruksområden, gruvor och heliga platser.
Vägarna gav enkla, pålitliga och snabba resvägar för imperiets civila och militära kommunikationer, förflyttning av personal och logistiskt stöd. De primära användarna var rikets soldater, bärare och lamakaravaner samt noblessen och andra på officiella uppdrag. Tillstånd krävdes innan andra fick gå längs vägarna, och tull togs vid en del broar. Trots att Inkavägarna varierade i storlek, byggstil och utseende, var de vanligen mellan 1 och 4 meter breda.
Stora delar av systemet var resultatet av att Inkorna krävde exklusiv rätt över flera traditionella resvägar, några hade byggts flera hundra år tidigare, mestadels av Huaririket. Många nya sektioner byggdes eller uppgraderades betydligt: vägarna genom Atacamaöknen i Chile och längs västra sidan av Titicacasjön är två exempel. Inkariket utvecklade tekniker för att hantera Andernas svåra terräng. På branta sluttningar byggde de stensteg som liknar jättetrappor. I öknen nära kusten byggde de låga murar för att hindra sanden från att svepa in vägen.

## Qhapaq Ñan
Qhapaq Ñan (svenska: Stora Inkavägen, eller Andinska huvudvägen, betyder "den vackra vägen") bestod av Inkarikets främsta nord-sydlig huvudväg och hade en sträckning på 6 000 km längs Andernas bergsrygg.
Qhapaq Ñan förenar detta vidsträckta och heterogena imperium genom ett välorganiserat politisk maktsystem. Den tillät Inkorna att kontrollera sitt imperium och sända trupper efter behov från huvudstaden Cusco.
Några av de bäst bevarade vägsträckorna finns i Junín.
En ännu fungerande repbro är Repbron Q’iswachaka.

## Camino Real
Den viktigaste vägen i Inkariket var Camino Real, som den är känd på spanska, med en längd av 5 200 km. Den börjar i Quito i Ecuador och passerar genom Cusco och slutar i vad som idag är Tucumán i Argentina. Camino Real genomkorsade Andernas bergskedja, med maxhöjder på över 5 000 meter. El Camino de la Costa, kustvägen, med en längd på 4 000 km gick parallellt med havet och var sammanlänkad med Camino Real genom mindre vägar.

## Broar
Olika medel användes för att överbrygga vattendragen. Flottar användes för att korsa breda slingrande floder. Broar i sten eller flytande vass användes i det sanka höglandet. Inkarikets repbroar möjliggjorde passager över smala dalgångar. En bro över floden Apurimac, väster om Cusco, hade ett brospann på 45 meter. Raviner korsades ibland med hjälp av hängande korgar, eller oroya, som kunde klara passager på över 50 meter. Broar byggdes ibland i par.

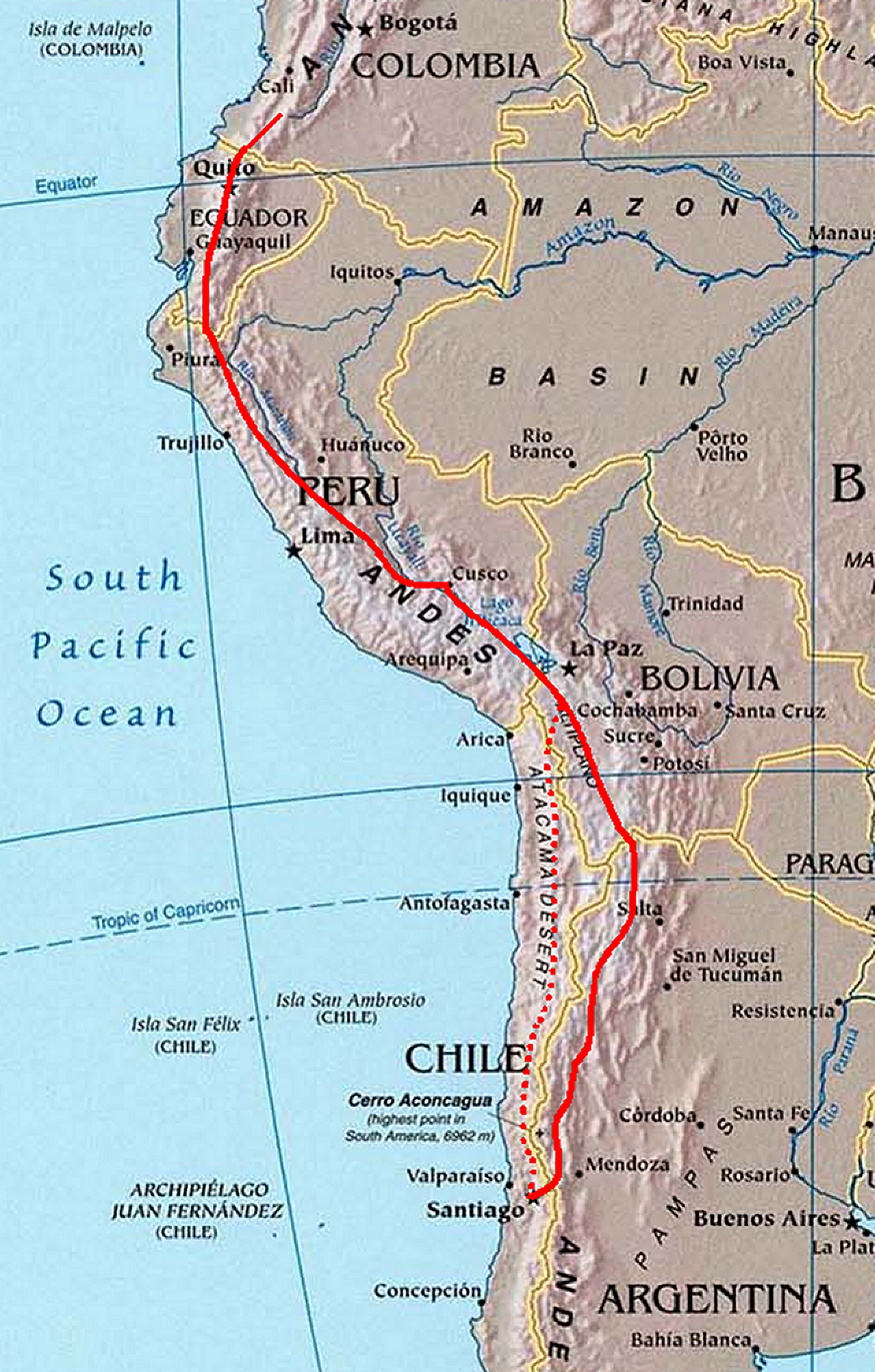
Karta över Qhapaq Ñan.

## Inkaleden till Machu Picchu
Machu Picchu låg ganska avsides från huvudvägarna, och fungerade som ett kungligt residens befolkat av den härskande Inkan och flera hundra tjänare. Det krävdes ett regelbundet inflöde av gods och tjänster från Cusco och andra delar av riket. Detta bevisas av det faktum att det inte finns några stora förvaringsutrymmen på platsen. En studie 1997 kom fram till att platsens jordbruksmässiga potential inte kunde varit tillräcklig för att tillgodose invånarna, även utifrån en säsongsmässig grund.

## Erövringens effekter
Den verkliga omfattningen av vägnätet är ännu inte helt känd, då spanjorerna, efter erövringen antingen grävde upp vägen helt i vissa områden, eller lät den förfalla helt under järnskodda hästar och oxkärrors metallhjul.
Idag är endast 25 procent av vägnätet synligt, resten har förstörts genom byggandet av den moderna infrastrukturen. Olika organisationer såsom Unesco och IUCN har arbetat för att skydda leden i samarbete med regeringarna och kommunerna i de 6 länder som Stora Inkaleden, eller Qhapaq Ñan, går genom.